# Stazione di Celle Ligure
La stazione di Celle Ligure è una fermata ferroviaria posta sulla ferrovia Genova-Ventimiglia, a servizio dell'omonimo comune.

## Storia
L'attuale stazione risale al 1977, in concomitanza con il nuovo tratto ferroviario a doppio binario tra Varazze e Finale Ligure e la seguente dismissione dell'originario impianto, risalente invece al 1868. Venne declassata a fermata il 30 ottobre 2008.

## Strutture ed impianti

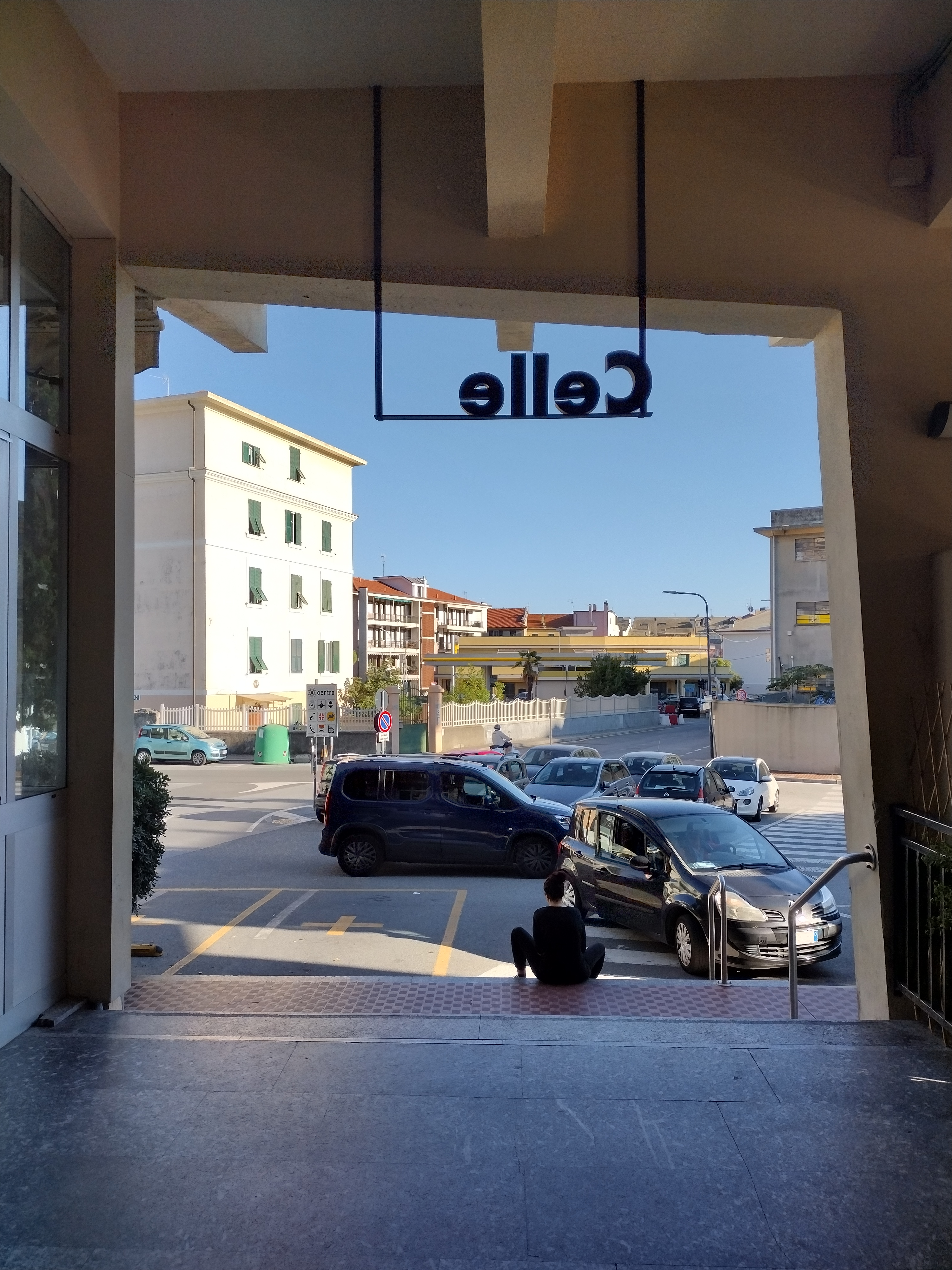
Vista verso Piazza Volta

Il piazzale binari è composto dai due soli binari di corsa: il primo binario è prevalentemente utilizzato dai treni in direzione Savona mentre il secondo serve gli stessi in direzione Genova.

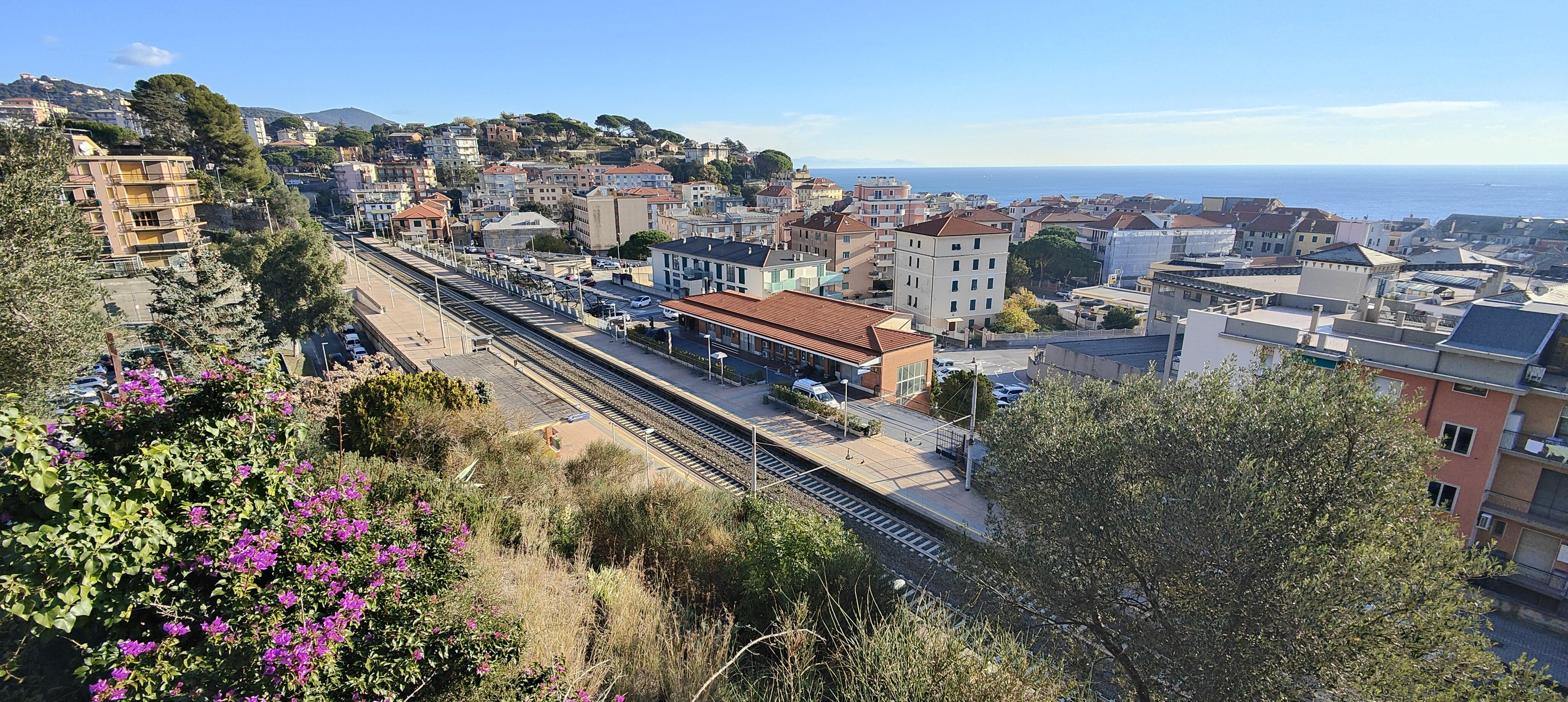
La stazione vista da via S.S.Giacomo e Filippo

Dal 2008 alcuni locali della stazione ferroviaria sono sede della Pubblica Assistenza Croce Rosa Cellese.

## Movimento
La fermata è servita dai treni regionali svolti da Trenitalia nell'ambito del contratto di servizio stipulato con la Regione Liguria.

## Servizi
La fermata, che RFI classifica come silver, dispone dei seguenti servizi:
- Biglietteria automatica
- Bar

## Interscambi
Sul piazzale antistante la stazione osservano fermata serivzi automobilistici gestiti da TPL Linea; nel medesimo luogo è presente altresì un parcheggio Taxi.
- Autobus
- Taxi